# 光荣之桥
《光荣之桥》是日本二人组合柚子的第21张单曲。2004年7月22日由其所属公司Senha&Company发售。

## 收录曲
1. （5:26）
  - 作詞・作曲: 北川悠仁、編曲：松任谷正隆
2. （3:09）
  - 作詞・作曲: 岩澤厚治、編曲：寺岡呼人&柚子

## 中文版
中文版於2017年4月於KKBOX發佈，名為「光榮之橋（中文版）」，由姚謙填詞。此曲亦收錄於精選專輯《YUZU 20th Anniversary ALL TIME BEST ALBUM ゆずイロハ 1997-2017》台灣版。